# Saulheimer Bach
Der Saulheimer Bach ist ein 8,6 km langer, linker Zufluss der Selz in Rheinhessen (Rheinland-Pfalz). Am Unterlauf wird er als Mühlgraben bezeichnet.

## Geographie
Der Bach entspringt westlich von Saulheim auf einer Höhe von 197 m ü. NHN. Von hier aus fließt er vorrangig in östliche Richtungen bis Saulheim. An dessen westlichem Ortsrand mündet rechtsseitig der aus Wörrstadt kommende Mühlbach (GKZ 25262). Ab hier fließt der Saulbach in nordöstliche Richtung weiter durch Saulheim, dort innerorts durch die sogenannte Mühlbachaue, ein etwa 10 Hektar großes Biotop, das gleichzeitig als Landschafts- und Bürgerpark angelegt ist. Unterhalb der Ortsgemeinde mündet linksseitig der Bach am Wurmberg (GKZ 25264), anschließend wechselt der Saulbach vom Landkreis Alzey-Worms in den Landkreis Mainz-Bingen. Auf der Gemarkung von Nieder-Olm unterquert der Bach bei der Eulenmühle die Autobahn 63 und mündet dann kurz vor dem südwestlichen Rand der Wohnbebauung von Nieder-Olm auf 118 m ü. NHN linksseitig in die Selz.
Auf seinem 8,6 km langen Weg überwindet der Saulheimer Bach einen Höhenunterschied von 79 m, was einem mittleren Sohlgefälle von 9,2 ‰ entspricht. Er entwässert ein 24,4 km² großes Einzugsgebiet über Selz und Rhein zur Nordsee.

## Gewässerzustand
Der Saulheimer Bach zählt zu den feinmaterialreichen, karbonatischen Mittelgebirgsbächen (Typ 6). Seine Gewässerstrukturgüte ab der Mündung des Mühlbachs ist überwiegend sehr stark bis vollständig verändert. Nur zwei kurze Abschnitte gelten als stark verändert. Die Gewässergüte wird bis zur unteren Mühle mit kritisch belastet, bis zur Mündung mit mäßig belastet angegeben.

## Kontroverse zum Namen
Von den ansässigen Gemeinden wird der Saulheimer Bach als Mühlbach bezeichnet. In manchen Kartenmaterialien, so auch vom Land Rheinland-Pfalz, wird der Bach ab der Quelle des regional als Etzborner Bachs bekannten Baches als Saulheimer Bach geführt, mit dem Mühlbach als Zufluss. Obwohl der Etzborner Bach seit vielen Jahren kein Wasser mehr führt und keine Quelle besitzt, wird er auf dem Kartenmaterial weiterhin als Quelle des Saulheimer Bachs eingetragen.